# Andrés Héctor Carvallo
Andrés Héctor Carvallo Acosta (ur. 8 listopada 1862 w Asunción, zm. 16 sierpnia 1934) – paragwajski polityk, prezydent Paragwaju od 9 stycznia do 25 listopada 1902.